# محمد خلفاني
محمد عبد الله خلفاني من مواليد 6 نوفمبر 1992 لاعب كرة قدم قطري من أصل قطري يلعب في الدفاع.

## مسيرة اللاعب
لعب في النادي العربي ونادي الريان ونادي مسيمير.